# Fredy Bickel
Alfred „Fredy“ Bickel (* 19. Mai 1965 in Zug) ist ein Schweizer Fussballmanager und ehemaliger freischaffender Journalist. Als sportlicher Verantwortlicher führte er zusammen mit den Trainern Lucien Favre und Bernard Challandes den FC Zürich zu drei Meistertiteln, einem Cupsieg und einer Champions-League-Gruppenphasenteilnahme gegen Real Madrid, AC Mailand und Olympique de Marseille. Er war zudem in den 10er Jahren ein wichtiger Wegbereiter der Rückkehr des BSC Young Boys an die Spitze des Schweizer Fussballs nach über drei Jahrzehnten, nachdem er bereits mehr als ein Jahrzehnt davor den gleichen Klub mit Trainer Marco Schällibaum zurück in die höchste Spielklasse geführt hatte. Sowohl in seiner ersten wie auch der zweiten Zeit bei Young Boys, wie auch beim FC Zürich war Assistenztrainer Harald Gämperle eine wichtige Bezugsperson Bickels.
Heute arbeitet er als Fussballexperte beim Blick.

## Ausbildung
Fredy Bickel absolvierte bei der Mode-Zehnder AG in Zug eine kaufmännische Ausbildung, die er im Jahre 1985 erfolgreich abschloss. Danach war er weitere 4 Jahre als Sachbearbeiter in der Buchhaltung im gleichen Unternehmen tätig.

## Journalistische Tätigkeiten
Von 1989 bis 1992 folgte dann das Volontariat als Journalist/Moderator bei Radio Sunshine in Rotkreuz. Danach arbeitete er für diverse Medien als freischaffender Journalist und übte Management-Mandate für verschiedene Sportler und Künstler aus.

## Karriere im Profifussball

### Grasshopper Club Zürich (1)
Im Jahr 1992 realisierte er den Einstieg in den Profifussball beim Grasshopper Club Zürich, dem Herzensklub seiner Jugend aus seiner Heimatregion, der mit Alfred ''Fredy'' Bickel eine gleichnamige Klublegende hatte. Er arbeitete unter anderem als Pressechef, Technischer Koordinator und Assistent des Sportchefs. Bis zu seinem Austritt im Jahr 1999 gewann GC drei Schweizer Meistertitel und einmal den Schweizer Cup.

### UEFA
Noch während seiner Zeit bei den Grasshoppers wurde er bei der UEFA ab 1996 als UEFA-Delegierter eingesetzt.

### BSC Young Boys (1)
1999 wechselte er als CEO zu den BSC Young Boys und war zwischenzeitlich auch als Interimspräsident tätig. Während seiner Amtszeit stieg YB wieder in die oberste Spielklasse auf
und nahm am Europacup teil.

### FC Zürich
Im Jahr 2003 wurde er dann Sportchef beim FC Zürich und war massgeblich am Aufstieg (dreimal Schweizer Meister, einmal Cupsieger und die Teilnahme in der Champions League) des FCZ beteiligt. 2006 übernahm Fredy Bickel im Rahmen einer Reorganisation die Leitung der Bereiche
Profi-Fussball, FCZ-Academy und Medizinische Abteilung. 2008 wurde er als Mitglied in die Geschäftsleitung berufen.

### BSC Young Boys (2)
Er war vom 28. November 2012 bis zum 13. September 2016 zum zweiten Mal Sportchef bei den BSC Young Boys auch diese zweite Amtszeit in Bern, endete mit der Entlassung im  September 2016. In dieser Zeit baute Bickel mit der Verpflichtung von Trainer Adi Hütter sowie zentralen Säulen wie Steve Von Bergen, Sekou Sanogo, Guillaume Hoarau, Miralem Sulejmani, Loris Benito, Denis Zakaria, Kevin Mbabu oder Thorsten Schick   die Mannschaft auf, die im April 2018  Serienmeister FC Basel von der Spitze des Schweizer Fussballs verdrängen konnte, allerdings verbunden mit einem deutlichen Anstieg der Lohnsumme.

### SK Rapid Wien
Am 10. Dezember 2016 wurde er vom Österreichischen Rekordmeister SK Rapid Wien als neuer Geschäftsführer Sport verpflichtet. Wegen enttäuschenden sportlichen Leistungen wurde die Zusammenarbeit im Juni 2019 beendet.

### Grasshopper Club Zürich (2)
Am 11. September 2019 wurde Bickel als neuer Geschäftsführer beim erstmals seit sieben Jahrzehnten in die Zweitklassigkeit abgestiegenen Schweizer Rekordmeister Grasshopper-Club Zürich vorgestellt und kehrte damit an seine Wurzeln zurück.
Er war bis April 2020 Geschäftsführer.

## Sportliche Erfolge als Manager

### National
- Schweizer Meister: 1995, 1996, 1998, 2006, 2007, 2009
- Schweizer Cupsieger: 1994 und 2005
- Aufstiege: Mit den BSC Young Boys im Jahr 2001

### International
- Champions-League-Teilnahmen: 1996, 2009

## Privates
Fredy Bickel ist geschieden und hat aus dieser Ehe zwei Töchter. Seit 2018 ist er mit der Komikerin Regula Esposito zusammen.